# Yamayoshi Toyomori
Yamayoshi Toyomori (山吉 豊守, 1541-1577) est un hatamoto au service de Uesugi Kenshin.
Toyomori négocie un traité de paix avec le clan Hōjō en 1570, juste un an après qu'il est devenu hatomoto. Tandis que Kenshin est engagé dans des opérations militaires, il confie la défense du château de Kasugayama à Toyomori. Celui-ci est un des vingt-huit généraux des Uesugi.
Toyomori meurt de maladie en 1577.

## Source de la traduction
- (en) Cet article est partiellement ou en totalité issu de l’article de Wikipédia en anglais intitulé « Yamayoshi Toyomori » (voir la liste des auteurs).